# Église Saint-Martin-au-Parvis de Laon
L'ancienne église Saint-Martin-au-Parvis de Laon, dans le département français de l'Aisne, date des XIIe – XIIIe siècles.

## Histoire
Il subsiste de l'église une nef du début du XIIe siècle, le chœur plus élevé date de 1531-1532 est éclairé par trois baies gothiques avec meneau et rosace quadrilobée. De par sa proximité avec la cathédrale, les corps d'un certain nombre de personnalités y reposaient lors de l'exposition avant les funérailles, ce fut le cas pour Philibert de Brichanteau, le cœur de Jean d'Estrées ou le cardinal de Rochechouart. Paroisse pauvre, l'église a toujours été modeste à tel point que l'évêque, en 1526 demandait à la confrérie  de ste-Anne de doter l'église d'objets du culte et quelques réparations que la fabrique ne pouvait acheter.

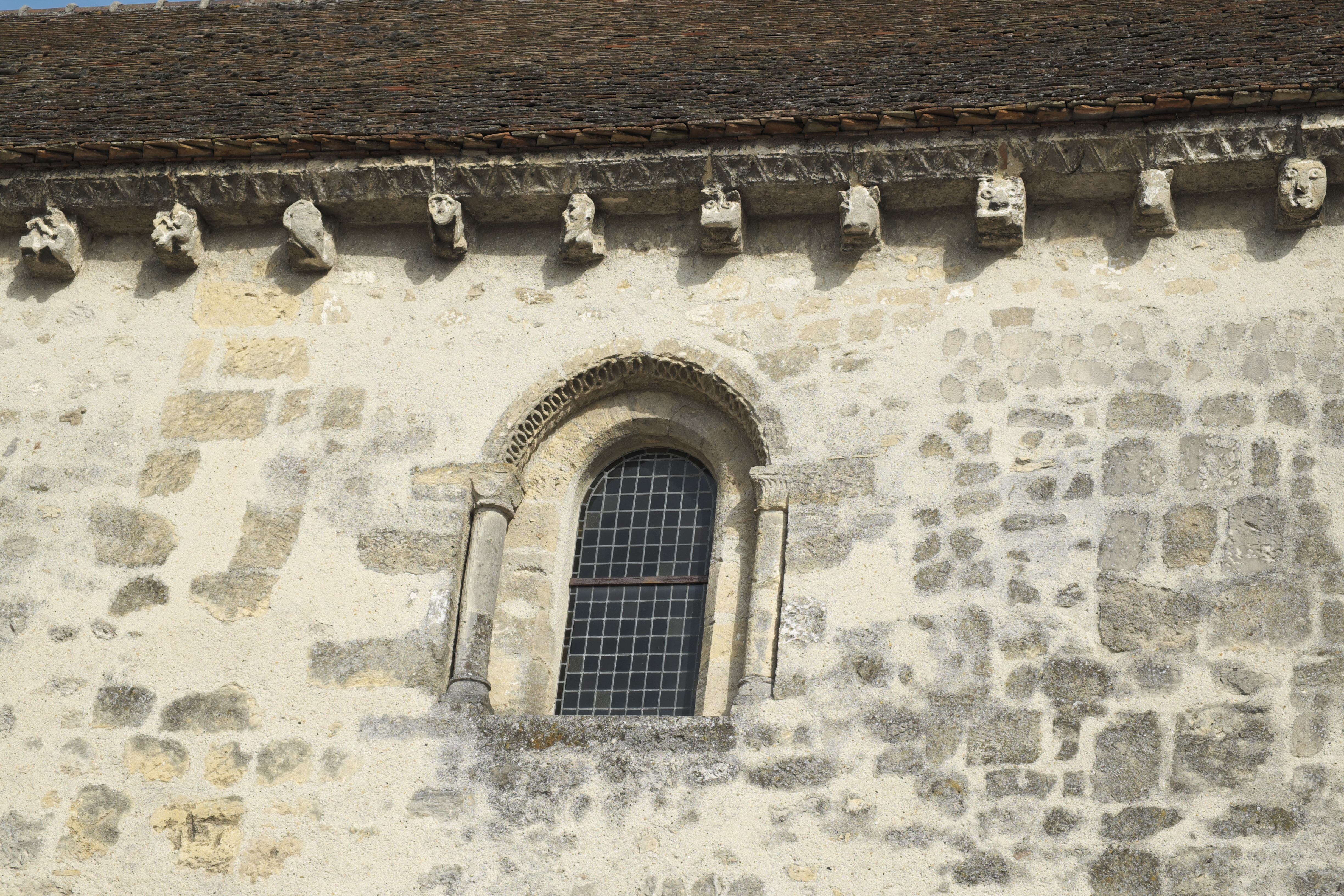
Modillons et baie de la nef.

### Édifice communal
L'église fut fermée le 2 avril 1791 avant d'être vendue comme bien national le 13 août au citoyen Etienne Hivard qui la transforma en hôtel de voyageurs, l'hôtel du Petit-Saint-Martin puis en salle de bal. Dans les années 1970, l'intérieur est converti en tribunal des Prud'hommes.

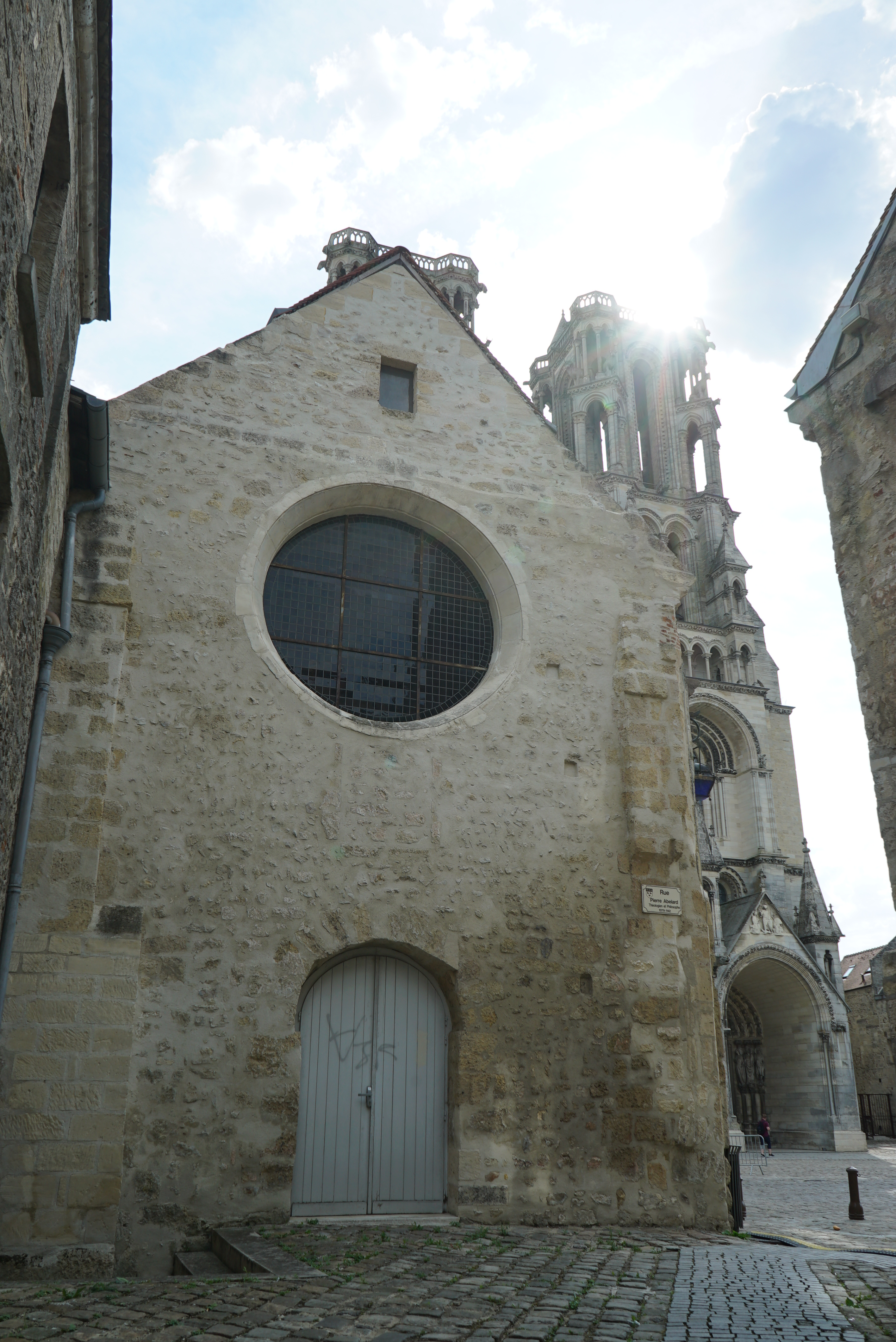
Portail église St-Martin-au-Parvis devant la cathédrale.

Le monument a été inscrit à l'inventaire des Monuments historiques en 1927.